# 速射 (轉輪手槍)
速射（英語：Fanning，字面上的意思為“撥扇子”）是一種轉輪手槍射擊技巧，使用方法是射手以持槍的手的食指扣著板機不放，另一隻手連續重複地撥動擊鎚。這動作令彈巢得以轉動並令擊鎚重複撞擊擊針以實現撞火，從而令單動式轉輪手槍（常見於柯爾特單動式陸軍）獲得媲美半自動手槍的射速。然而這種速射方式並不適用於雙動式轉輪手槍，而且長期使用還會對武器造成一定程度的損耗。這種技術常見於西部電影和電視劇，也被用於快拔射擊比賽。但它在真實的槍戰中並不普遍，這是因為速射被普遍認為是無法提供多大的戰術優勢，而且使用時通常都毫無精確度可言。

## 流行文化中的速射
出現過速射的作品有很多，例如：

### 電影
- （The Expendables）系列中的主角巴尼·羅斯（席維斯·史特龍飾演）能夠快速並準確的以速射的方式使用他的特製型柯爾特SAA擊殺敵人。

### 電子遊戲
- （Counter-Strike: Global Offensive）中“R8左輪手槍”的次要射擊模式。
- （Call of Duty: Advanced Warfare）中“M1 Irons（英语：LeMat Revolver）”的腰射攻擊方式。
- 《2》（Payday 2）中“Peacemaker .45”的射擊方式。
- 《西部鏢客大戰》（Fistful of Frags）中各種轉輪手槍的次要射擊模式。
- （Counter-Strike Online）中“Python Desperado”的射擊方式。
- （Destiny）
- （Overwatch）
- 中“Peacekeeper”的腰射攻擊方式。
- 《2》中所有單動式轉輪手槍的特殊攻擊方式。

### 動畫
- 《刀劍神域II》GGO篇中避子彈遊戲的NPC會以速射方式使用其Schofield轉輪手槍。